# Hydrolagus melanophasma
Hydrolagus melanophasma är en broskfiskart som beskrevs av James, Ebert, Long och Didier 2009. Hydrolagus melanophasma ingår i släktet Hydrolagus och familjen havsmusfiskar. Inga underarter finns listade i Catalogue of Life.
Arten förekommer i Stilla havet vid västra Amerika och i Californiaviken. Den vistas 30 till 1800 meter under havsytan. Exemplaren blir utan svans 63 cm och med svans 128 cm lång. Antagligen lägger honor ägg.
Flera exemplar hamnar som bifångst i fiskenät. Hela populationen anses vara stabil. IUCN kategoriserar arten globalt som livskraftig.